# Primnoidae
Primnoidae är en familj av koralldjur. Enligt Catalogue of Life ingår Primnoidae i ordningen Alcyonacea, klassen Anthozoa, fylumet nässeldjur och riket djur, men enligt Dyntaxa är tillhörigheten istället ordningen hornkoraller, klassen Octocorallia, fylumet nässeldjur och riket djur. Enligt Catalogue of Life omfattar familjen Primnoidae 219 arter. 

## Dottertaxa till Primnoidae, i alfabetisk ordning[1][2]
- Acanthoprimnoa
- Aglaoprimnoa
- Ainigmaptilon
- Amphilaphis
- Armadillogorgia
- Arntzia
- Arthrogorgia
- Callogorgia
- Callozostron
- Calyptrophora
- Canarya
- Candidella
- Convexella
- Dasystenella
- Dicholaphis
- Diplocalyptra
- Fanellia
- Fannyella
- Microprimnoa
- Mirostenella
- Narella
- Ophidiogorgia
- Paracalyptrophora
- Paranarella
- Parastenella
- Perissogorgia
- Plumarella
- Primnoa
- Primnoeides
- Primnoella
- Pseudoplumarella
- Pterostenella
- Thouarella
- Tokoprymno